# Blunt
Blunt Airo je priimek več znanih oseb:
- Anthony Blunt (1907—1983), angleški umetnostni zgodovinar in obveščevalec
- George William Blunt (1802—1878), angleški hidrograf
- Emily Blunt (*1983), angleška igralka
- James Blunt (*1974), angleški kitarist
- James G. Blunt (1826—1881), ameriški general
- Matt Blunt (*1970), ameriški politik (guverner Misurija 2004 - 2008)
- Wilfrid Scawen Blunt (1840—1922), angleški književnik
- Gerald Charles Gordon Blunt (1883—1967), britanski general
- Jasper Scawen Blunt (1898—1968), britanski general